# Etienne Abelin
Etienne Abelin (* 1972 in Bern) ist ein Schweizer Violinist und Kulturmanager.

## Leben
Abelin studierte klassische Violine an der Musik-Akademie der Stadt Basel sowie am Oberlin College (Ohio) und an der Indiana University (Indiana). Ausserdem befasste er sich mit historischer Aufführungspraxis auf der Barockvioline und mit Jazz. Er absolvierte ein Executive MBA Programm in General Management an der Universität St. Gallen Business School, das er 2010 mit einem Executive MBA abschloss. An der Zürcher Hochschule der Künste bildet er sich zum Dirigenten weiter.
Erste Orchestererfahrungen machte Abelin von 1995 bis 1997 im Gustav Mahler Jugendorchester unter Leitung von Claudio Abbado, der ihn als Stimmführer der zweiten Geigen einsetzte. Seit 2003 ist er Mitglied des Lucerne Festival Orchestra und seit 2004 Stimmführer der zweiten Violinen im Orchestra Mozart Bologna, die beide ebenfalls von Claudio Abbado geleitet werden. Abelin entwickelte und gestaltete bislang mehrere eigene Musikprojekte, so ist er unter anderem künstlerischer Leiter des Matteis Project – Baroque ReImagined. Bei dem Projekt A Clear View of Heaven – eine popbarocke musiktheatrale Intervention unter der Regie von Joachim Schlömer und mit Beteiligung der Popsängerin Ane Brun und der Barocksängerin Marisa Martins hatte Abelin die musikalische Leitung inne, die Premiere erfolgte 2007 beim Lucerne Festival. 2008 konzipierte und realisierte er im Rahmen des künstlerischen Begleitprogramms zur Fussball-Europameisterschaft 2008 das interaktive Musikprojekt Rhythm’n’Foot 08, eine Kombination von Musik und Live-Fussballspielübertragungen.
Im Jahr 2013 führte Abelin ein weiteres Projekt unter dem Namen DJ meets Orchestra. An diesem Konzert des Zentralschweizer Jugendsinfonieorchesters wurde eine von Fabrizio Cassol rekomponierte Version der vierten Sinfonie von Johannes Brahms zusammen mit dem Cellosolisten Jonathan Faulhaber und dem belgischen Diskjockey DJ Grazzhoppa gespielt.
Ebenso wurde Order of Operations von Nico Muhly in Europa uraufgeführt.
Am Festspielhaus in Sankt Pölten ist Abelin seit 2008 als Musikkurator tätig sowie Artist in Residence in der Saison 2009/2010. Er engagiert sich für Innovationen in der klassischen Musik, um neues und jüngeres Publikum anzusprechen, und baut dafür zurzeit eine neue Plattform auf. Abelin spielte bereits bei dem Barockorchester Apollo’s Fire (The Cleveland Baroque Orchestra), der Handel & Haydn Society of Boston, dem Metamorphosen Chamber Orchestra, dem New England String Ensemble und beim Orchestre Philharmonique Suisse sowie als Konzertmeister bei der Basel Sinfonietta. Im Trio BachSpace fusioniert er mit der Pianistin Tamar Halperin und dem Audiodesigner Tomek Kolczyński die Musik Bachs mit Samples, Loops und Klängen an der Schnittstelle von Barockmusik und Electronica.
Von der Kritik werden Abelins „Entdeckungsfreude und Lust am Experiment“ hervorgehoben und er wurde unter anderem als „Reisender zwischen Volksmusik, Klassischer Musik und Jazz“ bezeichnet. Er unterrichtet seit 2003 an der Musik-Akademie der Stadt Basel. Abelin spielt eine 1780 von V. Panormo geschaffene Violine und eine 1740 von Johann Christoph Leidolff geschaffene Barockvioline. Er lebt in Basel.

## Auszeichnungen
- 1998: Preis der Friedl Wald Stiftung
- 1996: Preis der Jubiläumsstiftung der Schweizerischen Bankgesellschaft

## Diskografie (Auswahl)
Abelin beteiligte sich an folgenden CD-Einspielungen, teils auch als Solist:
- The Atlantis Ensemble: Robert Schumann: Piano Quintet, Op.44 & Franz Schubert „The Trout“. Musica Omnia 2007.
- Soundpainting Haydn. Dane Recordings 2006.
- Kolpakov Gypsy Trio: A Tribute to Stesha: Russian Gypsy Diva. Naxos 2005.
- Charmillon Piano Quartet: MOZART – BRAHMS. Eigenproduktion 2002.
- Music of Russian Princesses From The Court of Catherine the Great. Dorian Records 2001.